# Horoszczyce
Horoszczyce is een plaats in het Poolse district  Hrubieszowski, woiwodschap Lublin. De plaats maakt deel uit van de gemeente Dołhobyczów en telt 120 inwoners.